# Saint Firmin Monestime
Saint Firmin Monestime (* 16. Dezember 1909 in Port-au-Prince, Haiti; † 27. Oktober 1977 in Mattawa, Kanada) war praktizierender Arzt in Mattawa und von 1962 bis 1964 und 1971 bis 1973 Bürgermeister der Stadt. Er war somit der erste gewählte Bürgermeister schwarzer Hautfarbe in Kanada.

## Kindheit und Ausbildung
Monestime wurde auf der karibischen Insel Hispaniola als einziger Sohn eines wohlhabenden Gerbers geboren und wuchs in Zeiten ständiger politischer Aufruhr und wirtschaftlicher Veränderungen auf. Nach seinem Abschluss 1936 an der medizinischen Fakultät der Universität von Haiti begann Monestime in der Nähe der Grenze zur Dominikanischen Republik zu praktizieren. Von 1936 bis 1942 bestand seine Arbeit als staatlicher Arzt hauptsächlich darin, die Landbevölkerung der Region ärztlich zu versorgen. Von 1942 bis 1944 arbeitete er als Chefarzt an einer ländlichen Klinik und im Gesundheitsministerium in der haitianischen Hauptstadt Port-au-Prince. Er veröffentlichte in dieser Zeit vier Schriften über die medizinische Versorgung der Landbevölkerung.
Monestime wurde mit dem Ehren- und Verdienstorden für die Versorgung verletzter Menschen während eines Grenzstreits mit der Dominikanischen Republik ausgezeichnet.
1944 hatte Monestime jedoch genug von den politischen Unruhen, gab seine Stellung im öffentlichen Dienst auf und verließ kurz danach das Land. Da er frankophon war, wollte er ursprünglich nach Frankreich ziehen. Da dort jedoch noch der Zweite Weltkrieg tobte, beantragte er die Erlaubnis, in Kanada studieren zu dürfen. Aus Furcht vor Repressalien verließ er seine Heimat, ohne dies bekannt zu geben und reiste nach Québec.

## Ankunft in Kanada
1945 kam Monestime mit leeren Händen nach Kanada. Als ausländischer Arzt musste er zuerst seine medizinische Ausbildung wiederholen und arbeitete sieben Jahre als Assistenzarzt in verschiedenen Krankenhäusern in Québec, Montréal, Sherbrooke und Ottawa. 1947 trat Monestime eine vierjährige Anstellung im Ottawa General Hospital an.
Seine Ankunft in Mattawa ist mittlerweile zu einer lokalen Legende geworden. Während seiner Durchreise entschied sich Monestime spontan in Mattawa anzuhalten, um sich in einem Restaurant zu stärken. Dort bediente ihn einer seiner ehemaligen Patienten, der ihm sagte, dass das Mattawa unbedingt noch einen Arzt benötige. Monestime gefiel die Stadt auf Anhieb, und er ließ sich 1951 in einer Privatpraxis nieder, die dem Mattawa General Hospital zugehörig war.
Er zeichnete sich als guter Arzt mit einem offenen Ohr aus und behandelte seine Patienten zu jeder Zeit und an jedem Ort. Häufig war damit auch die ärztliche Versorgung von verletzten Holzfällern in abgelegenen Gegenden verbunden. Viele Patienten konnten ihn auch nur in Naturalien bezahlen, und so kehrte er häufig auch mit Lebendvieh zurück nach Hause.

## Politisches Wirken
Nachdem Monestime 1955 den Premierminister von Ontario, Leslie Frost, kennenlernte, entwickelte er ein Interesse für kanadische Politik. Nach seiner Jugend unter der unbeständigen Regierung Haitis, erkannte er die Privilegien der Wahl und der Möglichkeit, sich persönlich auf allen Ebenen der Politik einsetzen zu können. Er erhielt 1957 die kanadische Staatsbürgerschaft und stieg innerhalb von zwei Jahren zum Präsidenten der Mattawa Progressive Conservative Party auf.

### Bürgermeister von Mattawa

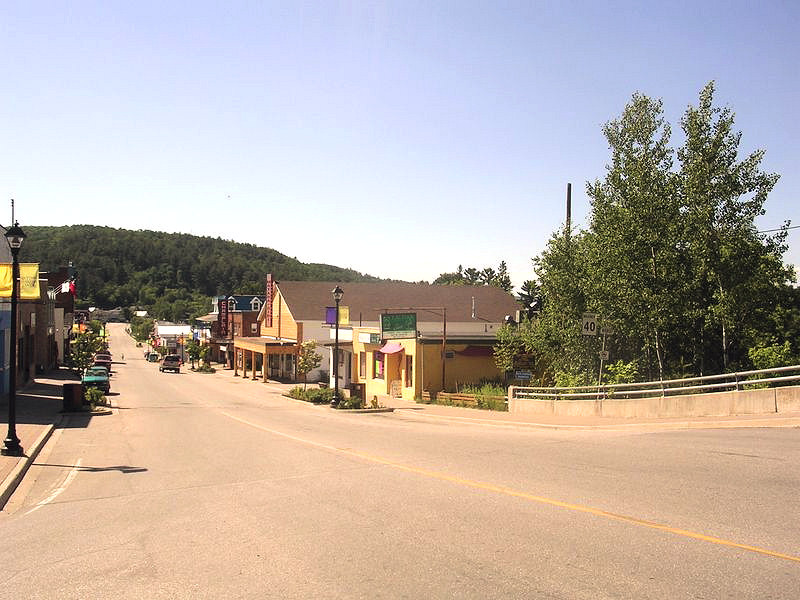
Monestime hat während seiner Amtszeit das Stadtbild stark beeinflusst

Da der mittlerweile sehr beliebte Arzt in der Stadt ein großes Potential sah und diese mitgestalten wollte, stellte er sich für die Wahl in den Stadtrat auf und wurde 1962 für die folgenden zwei Jahre zum Bürgermeister gewählt.
Monestime war ein großer Anhänger ständiger Verbesserung und setzte erfolgreich eine Reihe von Siedlungs- und Neubaumaßnahmen durch. Zu seinem politischen Erfolg befragt, antwortete Monestime: „Ich möchte nur verbessern, verbessern, verbessern.“
Zusätzlich zu seinem politischen Interesse auf lokaler Ebene, wurde er auch auf nationaler Ebene aktiv. Er wurde nationaler Leiter der Progressive Conservatives, scheiterte aber 1970 an der Wahl zum Präsidenten der Progressive Conservative Party.
Nach kurzer Abwesenheit in der Lokalpolitik stellte sich Monestime 1971 erneut zur Wahl zum Bürgermeister auf und wurde wiedergewählt. Einer seiner sichtbarsten Beiträge zur Stadt steht heute noch. Nach zwölf Jahren Kampf für ein Altersheim in Mattawa wurde 1976 das Algonquin Pflegeheim eröffnet. Zuvor waren pflegebedürftige Menschen gezwungen, weit weg zu ziehen.

## Familie
Mitte der 40er Jahre lernte Monestime die russische Immigrantin Zenaida Petschersky kennen, die ihm half, Englisch zu lernen und in die er sich schließlich verliebte. Am 8. Februar 1952 heiratete Monestime Zenaida, mit der er vier Kinder hatte: Valentina, Fedia, Yura und Sasha. Auf Monestimes drängen zog auch Zenaidas Mutter zur Familie nach Mattawa.
Am 29. Februar 1976 wurde Monestime zu einem Notfall ins Krankenhaus gerufen. Sein Sohn und drei weitere unbeteiligte Zuschauer wurden von einem betrunkenen Jäger erschossen. Fedia starb in den Armen seines Vaters. Monestime erholte sich nicht mehr von diesem Verlust. Er starb am 27. Oktober 1977.
| Personendaten    | Personendaten |
| ---------------- | --- |
| NAME             | Monestime, Saint Firmin                                                                                             |
| KURZBESCHREIBUNG | kanadischer Arzt; Bürgermeister der Stadt Mattawa, Ontario; Erster Bürgermeister schwarzer Hautfarbe in Nordamerika |
| GEBURTSDATUM     | 16. Dezember 1909                                                                                                   |
| GEBURTSORT       | Port-au-Prince, Haiti                                                                                               |
| STERBEDATUM      | 27. Oktober 1977 |
| STERBEORT        | Mattawa, Kanada |